# ソニーペイメントサービス
ソニーペイメントサービス株式会社（Sony Payment Services Inc.）は、EC事業者やショッピングモール事業者、インターネットプロバイダ、保険会社等をはじめとした事業者に対してクレジットカード決済やコンビニ決済の提供を行うソニーグループの決済ソリューションプロバイダ。旧社名は、株式会社スマートリンクネットワーク（英文社名：SmartLink Network, Inc.）。

## 事業内容
インターネット通販を中心とした都度決済、および、インターネットプロバイダ料金や保険料等といった毎月の継続課金における非対面でのクレジット決済等の代行サービスの提供。独自の本人認証機能を有しており、与信と同時にクレジットカード会社に登録されている属性情報の照会を行うサービスを提供していることが特長である。

## 沿革
- 1993年 - 株式会社ソニーファイナンスインターナショナルにおいて売上一括代行システム「SCOTT」稼動開始。
- 1995年 - 「SCOTT」をベースにインターネット上の決済システムを構築・稼動。
- 1998年 - インターネット上におけるクレジットカード決済代行システム「e-SCOTT」を商品化。
- 2001年 - 主要クレジットカード各社とダイレクトなネットワーク接続を実現し、本人認証機能の提供開始。
- 2006年 - 株式会社ソニーファイナンスインターナショナルから分社化、株式会社スマートリンクネットワーク設立。
株式会社日本カードネットワークのEC決済事業を吸収分割。
株式会社ジェーシービー、株式会社日本カードネットワーク、三井住友カード株式会社、イオンクレジットサービス株式会社（現・イオンフィナンシャルサービス株式会社）が出資。
- 2006年 - 国際カードブランドが定めるグローバルなセキュリティ基準、PCI DSSに完全準拠。
- 2008年 - オンライン収納代行（コンビニ決済）サービス開始
- 2010年 - 統合決済サービス「e-SCOTT PLUS」開始
- 2011年 - 株式会社ソニーファイナンスインターナショナルが株式会社ソニー銀行に株式譲渡。ソニー銀行の子会社となる。
- 2015年 - ソニーペイメントサービス株式会社へ商号変更。

## 加入団体
- 社団法人日本クレジット協会
- 日本百貨店協会
- 社団法人日本通信販売協会
- PCI SSC PO JAPAN連絡会
- eビジネス推進連合会
- OpenIDファウンデーション・ジャパン
- 社団法人ブロードバンド推進協議会
- 安心安全インターネット推進協議会